# 織田信照
織田 信照（おだ のぶてる）は、安土桃山時代の武将。和泉守のち越中守。織田中根、織田越中とも。織田信長の異母弟。

## 生涯
織田信秀の十男あるいは九男として生まれる。母は尾張国熱田の商家の娘とされる。
尾張国熱田の商家の娘を織田信秀が強引に拉致、妾にして産ませたのが信照だと伝わる。この生母はのちに水野信元の側室となったともいわれる。
遠江国二俣城城主・中根忠貞（和泉守）の養子となり越中守を称した。中根姓を称した（『系図纂要』）。生母の中根氏は『尾張誌』に「尾張第一の美麗たる」と記録されている美女であった。
天正9年（1581年）2月の京都御馬揃えの際には御連枝衆として、弟である「源五（長益）」、「又十郎（長利）」、さらには甥の「勘七郎（織田信弌。本姓は大橋氏）」よりも後に「中根」として参加している。
天正10年（1582年）に信長が死去した後は次兄・織田信雄の家臣となった。天正12年（1584年）の小牧・長久手の戦いにも参戦し、奥城を守ったが、羽柴秀吉軍の攻勢に敗れて落城、捕虜となったが、信長の弟であるということから一命は助けられた。戦後は再び信雄に仕えたとされる。
信雄からは一門衆として重用され、沓掛城城主として2,000貫文の高禄を与えられている（『織田信雄分限帳』）。
文禄3年（1594年）7月7日、熱田神宮に長刀を寄進した。以降の動向は不明。

## 逸話
元禄年間に書かれた「張州府志」では“織田越中者天性魯鈍人也”と評されている。同誌に拠れば、城から出ることはほとんどなかったらしい。
また、「馬を50頭持っている」と豪語していたが、実は一頭しか所有していなかった。この辻褄を合せるため、下人に命じて朝から晩まで人目に付くところで一頭だけのその馬を洗わせ続け、あたかも沢山の馬を所有しているように見せかけていた、と書かれている。「朝から晩まで馬を洗い続けねばならないほど馬を所有している」と見せかけた智謀ではあるが、同書にすら書かれてしまっている以上、策は衆人にばれていたとも考えられる。

## 異説
信照は、徳川家康の家臣本多忠勝に仕え、家老となった中根氏の祖・中根平右衛門忠実としても伝えられている。ただし中根忠実と織田信照（織田中根）との経歴にはいささか不都合があり、同一人物である、と断定する史料にも乏しい。同一人物である、とする場合、信雄の配下を離れて、家康の配下になった時期までは明確ではないが、養父である忠貞の実弟・中根正秋（中根正照のことか?）が三方ヶ原の戦いで落命して以降、絶えていた正秋の跡式を継いだとされる。
家康の関東移封後、天正19年（1591年）頃から上総国大多喜10万石の城持ち大名となった本多忠勝に付家老として配されたという。忠勝の異父妹婿であったためともいわれる。慶長5年（1600年）の関ヶ原の戦いでは、大多喜の留守居を嫡子・源次郎忠晴と務めた。戦勝に伴う伊勢国桑名への移封で同僚らと先入、縄張り・町割りなど城下の再整備に従事している。
慶長15年10月18日（1610年12月3日）、主君・忠勝に殉じて追い腹を切り死去した。戒名は観月院殿覚窓浄安居士。
付家老ということで本多家と公儀の両方から扶持を受け、3千石を食んでいたという。嫡子・源次郎忠晴が平右衛門の通称とともに家督を引き継ぎ、子孫は本多家の家老として存続した。